# Finax
Finax – słowacka spółka z sektora finansowego, robo-doradca umożliwiający pasywne inwestowanie w fundusze ETF. Spółka prowadzi również działalność w Polsce, Czechach, Chorwacji, Rumunii i na Węgrzech.

## Historia
Finax został założony w kwietniu 2017 roku przez Juraja Hrbatego (brata najbardziej utytułowanego słowackiego tenisisty Dominika Hrbatego), który upublicznił swój portfel w Finax) i Radoslava Kasíka. Od 2018 roku funkcjonuje na rynku słowackim jako dom maklerski regulowany przez Narodowy Bank Słowacji.
W 2019 roku najbogatszy Słowak, Ivan Chrenko (właściciel firmy deweloperskiej HB Reavis), zainwestował w firmę 1,5 miliona euro, a w 2021 r. dokapitalizował Finax, zwiększając swoje zaangażowanie w spółkę do 52 proc. jej kapitału.
W 2019 roku firma otrzymała nagrodę „Best Fintech Startup” w konkursie Central European Startup Awards.
W 2021 roku firma została uhonorowana tytułem „Pasywnego Rewolucjonisty 2021”. W tym samym roku ekspert finansowy Michał Szafrański, prowadzący bloga jakoszczedzacpieniadze.pl, upublicznił swój portfel w Finax.
Z dniem 1 kwietnia 2022 roku firma otworzyła swój oddział w Polsce i zaczęła podlegać nadzorowi Komisji Nadzoru Finansowego. Finax miał wówczas ponad 8000 polskich klientów, którzy zgromadzili na swoich rachunkach ponad 56 milionów euro. Pierwszym dyrektorem oddziału został Przemysław Barankiewicz, były redaktor naczelny portali Bankier.pl i pb.pl, wiceprezes CFA Society Poland.
W 2022 roku Finax został pierwszym w Europie dostawcą ogólnoeuropejskiego indywidualnego produktu (OIPE) (od października 2023 OIPE zaczęło być oferowane w Polsce).
W 2023 roku Finax zdobył tytuł Produktu Inwestycyjnego roku na konferencji Invest Cuffs, największej inwestycyjnej konferencji w Europie Środkowej. Dostał także tytuł Herosa Rynku Kapitałowego na konferencji Wall Street 27, organizowanej przez Stowarzyszenie Inwestorów Indywidualnych.